# Pallasjärvi (sjö i Finland)
Pallasjärvi är en sjö i Finland. Den ligger i kommunen Kittilä i landskapet Lappland, i den norra delen av landet, 900 km norr om huvudstaden Helsingfors. Pallasjärvi ligger 266,6 meter över havet. Den är 36 meter djup. Arean är 17,26 kvadratkilometer och strandlinjen är 24,57 kilometer lång. Sjön  ingår i Kemi älvs huvudavrinningsområde.   Den sträcker sig 6,5 kilometer i nord-sydlig riktning, och 6,2 kilometer i öst-västlig riktning.
I övrigt finns följande i Pallasjärvi:
- Lompolonsaaret (en ö)

I övrigt finns följande vid Pallasjärvi:
- Matorova (en kulle)
- Pyhäjoki (ett vattendrag)